# 증발산

증발산(蒸發散, evapotranspiration)은 증발과 증산을 합하여 가리키는 용어이다. 호수나 습지의 표면으로부터는 증발에 의하여 물이 공기 중으로 이동해 간다. 토양 중의 수분이 초목의 뿌리에 흡수되고 식물체를 통하여 잎으로 올라간 후 수증기로서 공기 중으로 달아나는 것이 증산(transpiration)이고, 지역별 차이가 있지만 보통 연평균강수량의 약 70%정도는 증발산에 의하여 대기중으로 되돌아간다.

## 물의 상태와 에너지
대기중의 수증기는 온도에 따라 기체, 액체, 고체 상태로 변하며 존재한다. 대기중의 수증기는 0∼4% 범위로 존재한다. 물의 상태 변화에는 숨은 열이 방출되거나 흡수된다. 그 양은 다음과 같다.
- 얼음 ↔ 물: 80 칼로리
- 물 ↔ 수증기: 600 칼로리
- 얼음 ↔ 수증기: 680 칼로리

## 육상에 내린 강수의 행방
물의 순환에서 지면에 도달한 비는 땅 속으로 침투하기도 하고 지표를 흐르기도하며 증발도 하는데, 육지에 내린 강수의 약 30%만이 하천을 흘려 바다로 유입하고, 지역마다 차이가 있으나 보통 연평균강수량의 약 70%는 지면이나 식물로부터 증발산하여 대기로 되돌아간다.
지구 위의 담수는 빙하, 설원, 지하수, 호소 등에 저장된다. 그 중에서 빙하에 최대량의 담수가 저장되어 있는데, 현재 지표에는 25,000,000km3 이상의 얼음이 존재한다. 만일 지구 위의 모든 얼음과 눈을 녹인다면 해수면이 30∼60m나 상승하게 될 것이다.
설원에도 상당히 많은 양의 물이 저장되어 있다. 한극역의 연변에서 강설량이 최대이고 한후기에는 많은 양의 눈이 쌓이지만 봄에는 급속히 녹는다. 지구의 최한역에는 소량의 눈이 내릴 뿐이지만 증발과 융해의 율이 작기 때문에 그 대부분은 저장된다.
눈은 밀도에 따라 같지 않으나 대략 눈 10∼15mm를 녹이면 물 1mm로 된다. 눈 밑의 땅이 얼어 있으므로 눈이 녹은 물의 대부분은 지표를 흘러서 하천이나 호소로 유입한다. 만일 눈 밑의 흙이 얼지 않았다면 녹은 물은 지중으로 침투하여 지하수로 된다.
강우의 경우, 그 강도가 극히 약하다면 직접 증발되어 대기 속으로 되돌아 갈 것이고 강우가 강하고 계속된다면 상당히 많은 양이 땅 속으로 침투하고 식물에 수분을 공급하기도 한다.

## 대기중 수증기의 양
대기 중의 수증기의 양은 물의 순환에 의해서 거의 일정하게 유지된다. 대기 중에는 평균 26mm의 비에 해당하는 수증기가 포함되어 있으며, 그 총량은 1.326×1019g이나 된다.

## 증발산에 영향을 주는 인자
증발산에 영향을 주는 인자들은 다음과 같다. 우선 증발률에 영향을 주는 인자는 물과 공기의 증기압인데, 이 증기압은 물과 공기의 온도, 기압, 수질, 증발 표면 형상에 영향을 받는다.

## 중요성
수문학에서 증발산은 호수나 저수지에서 물의 손실을 예측하는 데 있어 중요하다.

## 관련 용어
- 소비수량(consumptive use) : 특정 지역에서 총 증발량과 식물성장에 필요한 수량을 합한 것.[2]
- 잠재증발산량 : 일반적인 기후에서 유역 토양이 증발산에 방해받지 않을 정도의 충분한 물을 포함하고 있고, 식생이 조밀한 상태에서의 증발산량[3]
- 실제증발산량 : 증발산계, 물수지방법, 증발접시와의 상관 정도를 이용해 산정한 증발산량 또는 잠재증발산량에 계수를 곱해 산정한 증발산량[3]

## 같이 보기
- 기준작물증발산

## 참고 문헌
- 이재수 (2018). 《수문학》 2판. 구미서관. ISBN 9788982252914.